# Tetramorium noratum
Tetramorium noratum är en myrart som beskrevs av Bolton 1977. Tetramorium noratum ingår i släktet Tetramorium och familjen myror. Inga underarter finns listade i Catalogue of Life.

## Bildgalleri

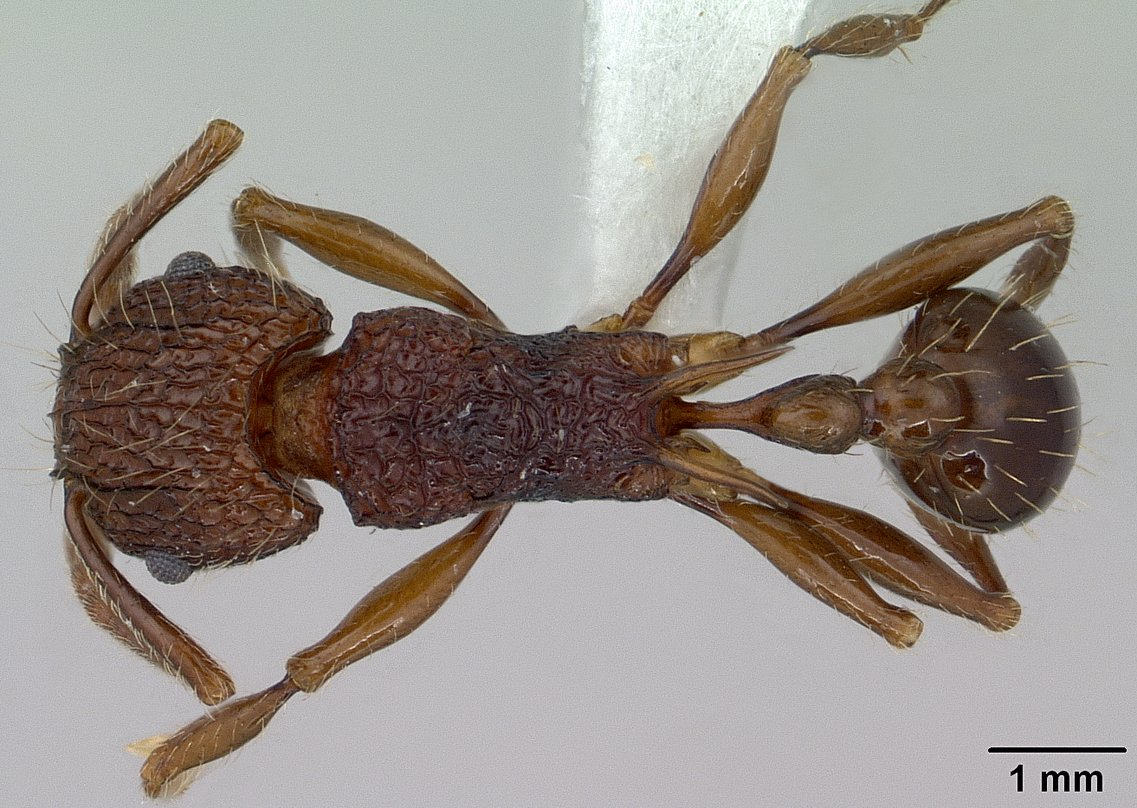
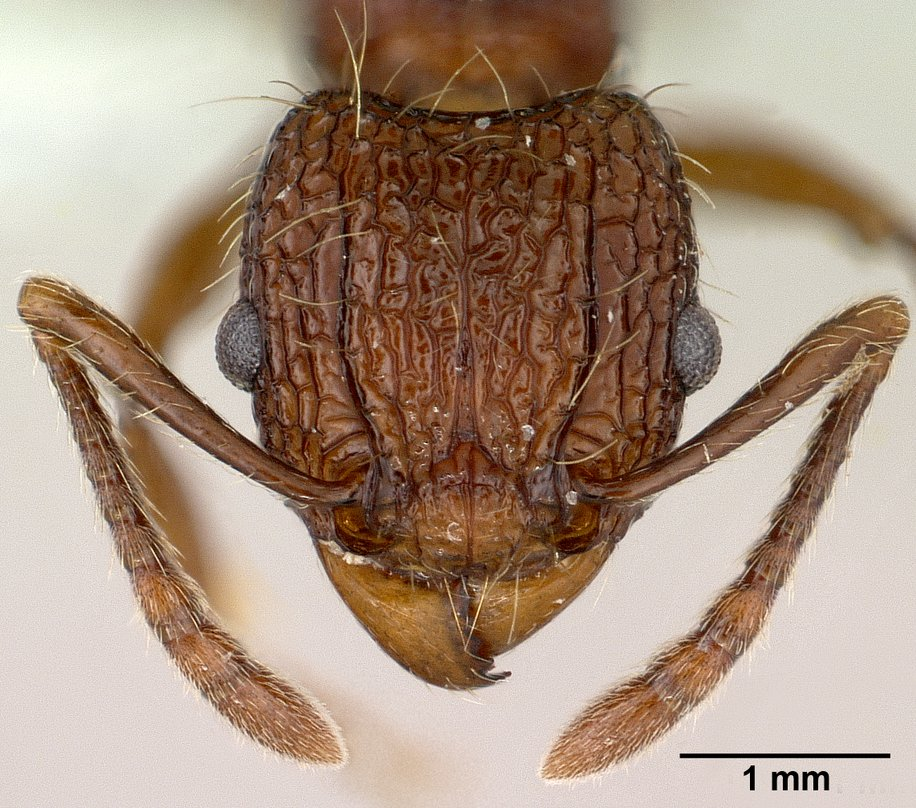
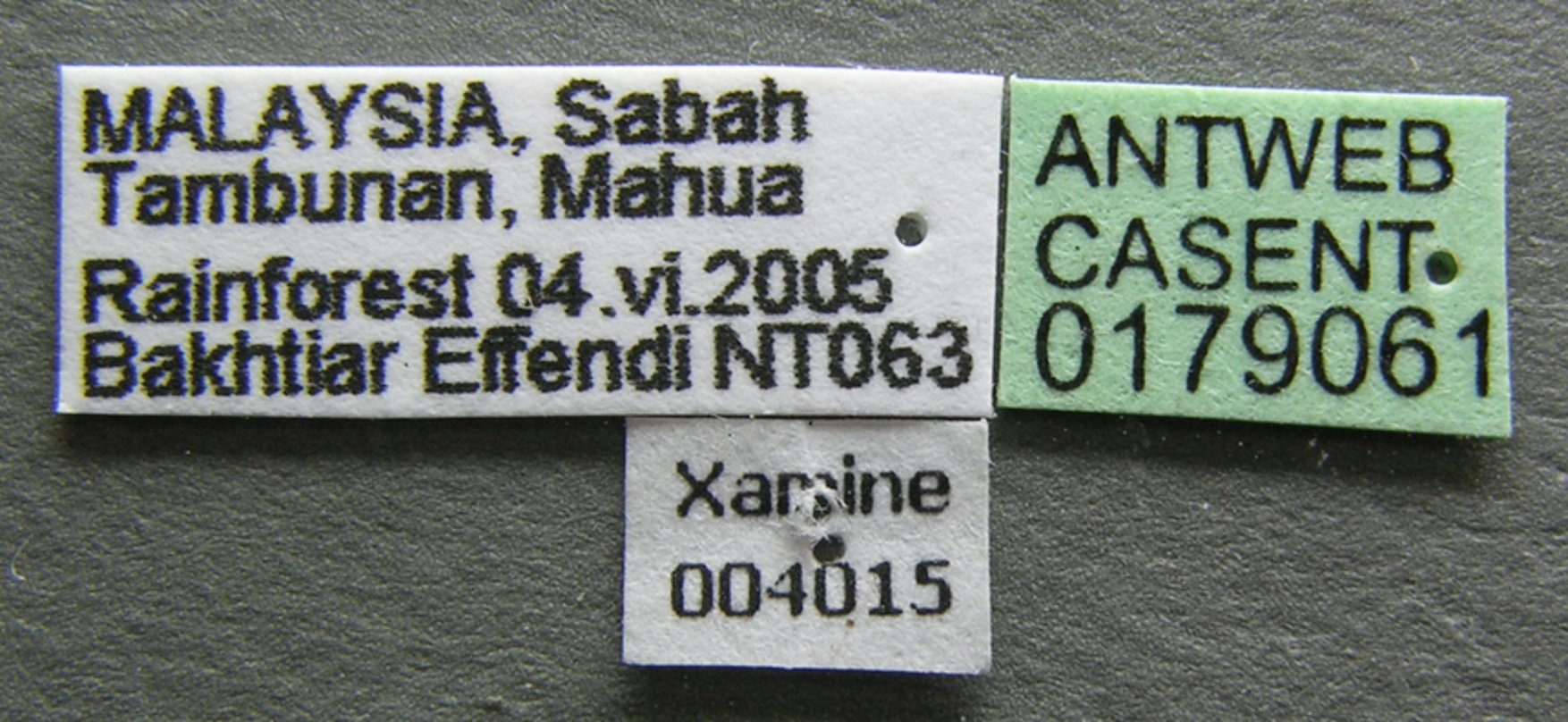
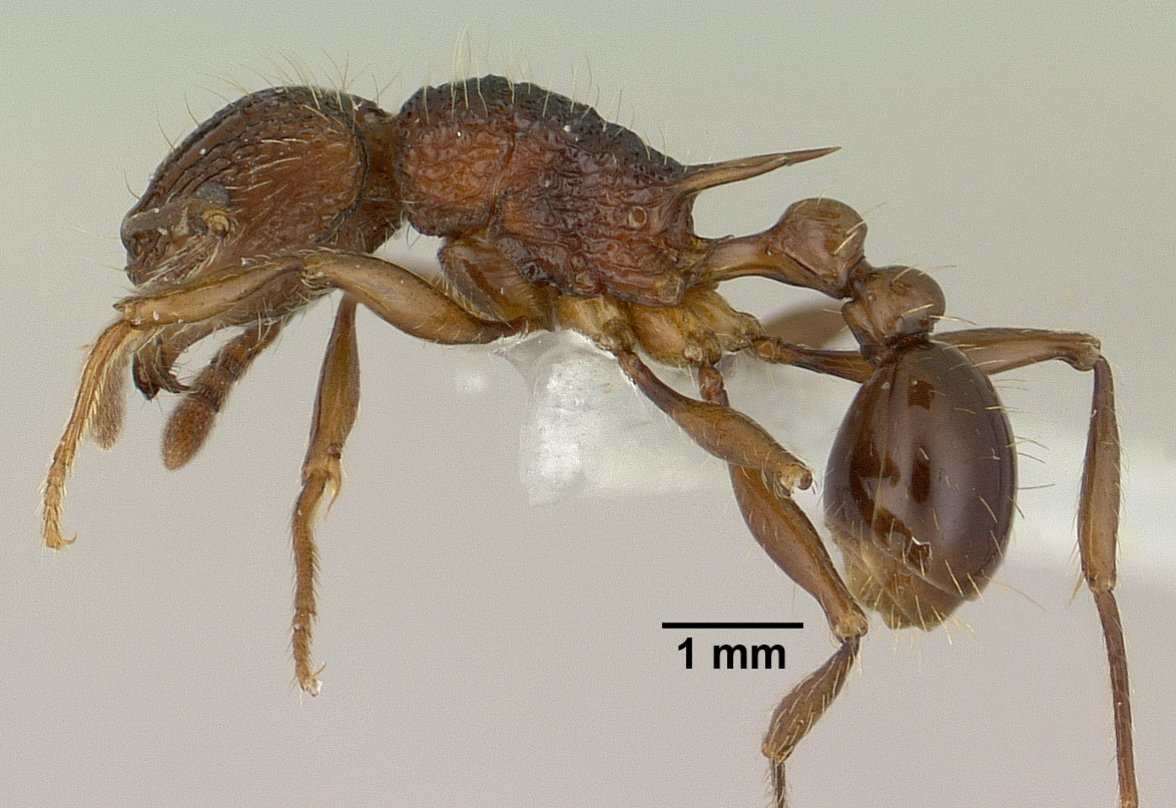